# Marcia Golgowsky

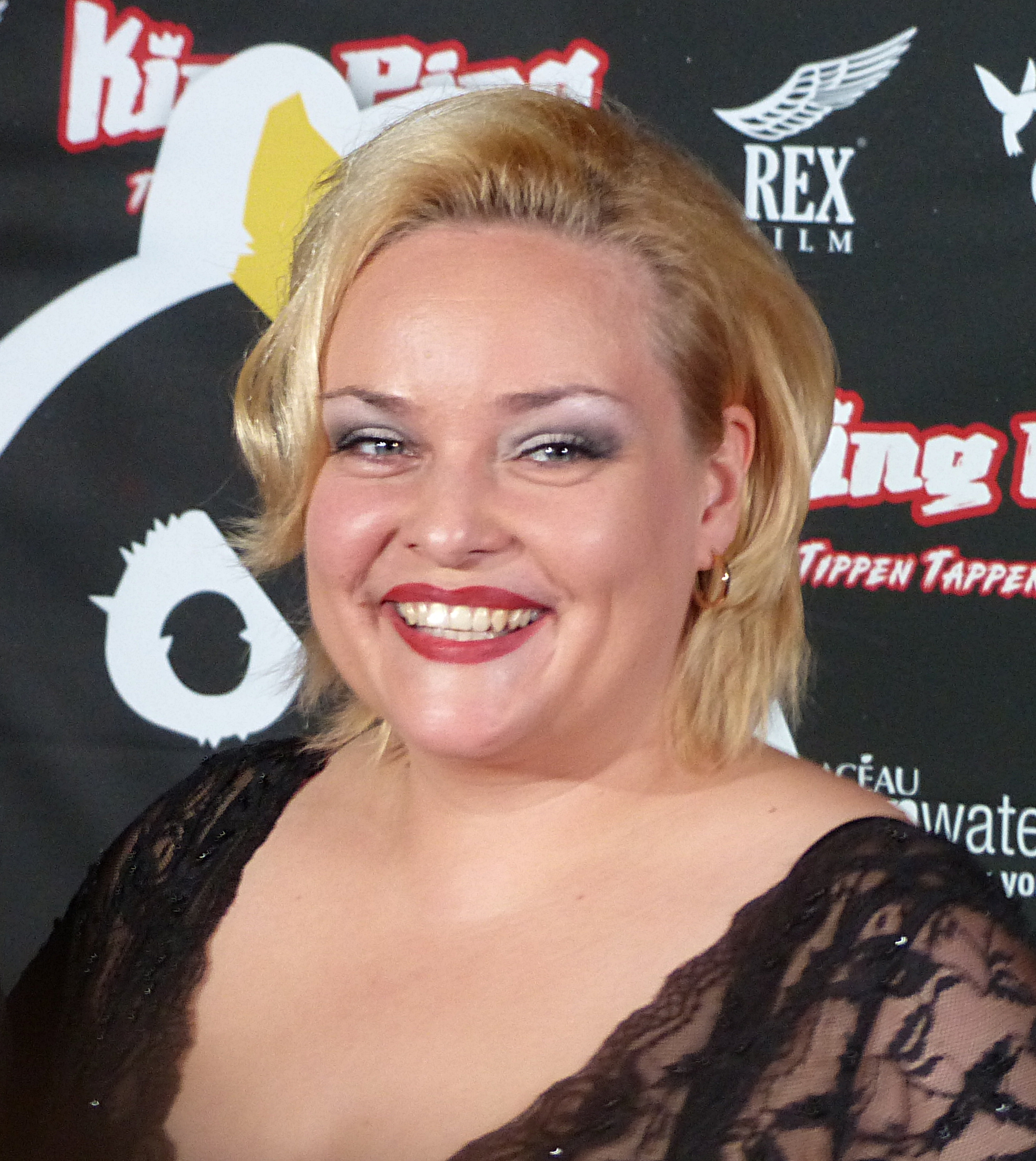
Marcia Golgowsky (2013)

Marcia Golgowsky (* vor 1994) ist eine deutsche Schauspielerin, Sängerin und Bühnenautorin.

## Leben
Marcia Golgowsky nahm in England am Liverpool Institute for Performing Arts Schauspielunterricht und studierte anschließend klassischen Gesang und Drama/Musiktheater an der Gesangsakademie Liselotte Goetz in Hilden. Sie war 1997 Mitbegründerin und bis 2005 Schauspielerin des Tourneetheaters Das Vollplaybacktheater. Von 2005 bis 2009 sang und spielte sie Hauptrollen in den Musiktheater-Serien „Die Bergische Seifenoper“ und „Talort“, für die sie auch als Autorin und Songtexterin tätig war und ist ebenfalls seit 2005 beim interkulturellen Wupper-Theater unter Vertrag. Als Sängerin gestaltet sie eigene Programme mit Liedern aus den Bereichen Chanson und Jazz. Sie trat bereits in zahlreichen TV- und Rundfunksendungen auf und stand mit Theaterproduktionen und Gesangsprogrammen in Deutschland, Österreich, Italien, Russland, und der Türkei auf der Bühne.
Gemeinsam mit der Schauspielerin Lilay Huser tritt sie seit 2009 als deutsch-türkisches Kabarett-Duo „Die Trockenblumen“ deutschlandweit auf. Die Programme des Duos werden von Golgowsky geschrieben und vom Wupper-Theater unter der Regie von Meray Ülgen produziert. Seit 2013 ist Golgowsky auch in Filmrollen wie zum Beispiel in der Kinokomödie „King Ping“ zu sehen.